# Sarduri I
Sarduri I, in lingua armena Սարդուրի Ա e noto anche come Sarduris, (... – 828 a.C.), è stato un re armeno, di Urartu, che regnò dall'834 a.C. al 828 a.C.. Era figlio di Lutipri, il secondo monarca di Urartu.

## Biografia
Sarduri I è noto per aver trasferito la capitale di Urartu a Tushpa (Van). Questo evento si rivelò significativo in quanto Tushpa divenne il punto focale della politica del Vicino Oriente. Gli succedette il figlio, Ishpuini di Urartu, che poi ampliò il regno.
Egli usò per sé il titolo di Re dei quattro quarti.